# Evilive
Evilive to album koncertowy nagrany przez Punkowy zespół The Misfits w Grudniu 1982 roku a później z dodanymi pięcioma utworami w październiku 1987 roku.

## Lista utworów
Wersja EP (1982)
Strona A
1. „20 Eyes” – 1:55
2. „Night of the Living Dead” – 1:43
3. „Astro Zombies” – 2:03
4. „Horror Business” – 2:05

Strona B
1. „London Dungeon” – 2:14
2. „All Hell Breaks Loose” – 1:33
3. „We Are 138” – 1:27

Wersja Albumowa (1987)
1. „20 Eyes” – 1:55
2. „Night of the Living Dead” – 1:43
3. „Astro Zombies” – 2:03
4. „Horror Business” – 2:05
5. „London Dungeon” – 2:14
6. „Nike-A-Go-Go” – 3:22
7. „Hatebreeders” – 2:39
8. „Devil’s Whorehouse” – 1:40
9. „All Hell Breaks Loose” – 1:33
10. „Horror Hotel” – 1:12
11. „Ghouls Night Out” – 1:42
12. „We Are 138” – 1:27

## Twórcy
- Glenn Danzig – wokal
- Doyle Wolfgang von Frankenstein – gitara elektryczna
- Jerry Only – gitara basowa, wokal wspierający
- Arthur Googy – perkusja